# Kršulja
Kršulja (prosulja; lat. Milium), biljni rod iz porodice trava, smješten u vlastiti podtribus Miliinae, dio nadpodtribusa Poodinae.
To je rod od 6 vrsta jednogodišnjeg raslinja i trajnica iz sjeverne hemisfere (Europa i umjerena Azija). U Hrvatskoj su dvije vrste, proljetna (M. vernale) i šumska kršulja.

## Vrste
1. Milium atropatanum Maroofi
2. Milium effusum L.
3. Milium pedicellare (Bornm.) Roshev. ex Melderis
4. Milium schmidtianum K.Koch
5. Milium transcaucasicum Tzvelev
6. Milium vernale M.Bieb.

## Sinonimi
- Miliarium Moench; Methodus: 204 (1794), nom. superfl.